# Melekeok (ciudad)
Melekeok es una localidad de Palaos, cabecera del estado homónimo. Está situada en la costa oriental de la isla Babeldaob. En octubre de 2006, Ngerulmud, situado a 2 km de la localidad de Melekeok, se convirtió en la sede del gobierno nacional, en sustitución de Koror, capital del país hasta ese entonces.

## Demografía
Según estimación 2010, contaba con una población de 560 habitantes.